# Ulica Jesionowa w Kielcach
Ulica Jesionowa — ulica w Kielcach, będąca fragmentem drogi krajowej nr 74.

## Historia
Ulica jednojezdniowa istniała już w okresie powojennym. Łączyła ona ulice Rewolucji Październikowej i Feliksa Dzierżyńskiego (obecnie Warszawską i Zagnańską). Na początku XXI wieku ulica została przebudowana i zmodernizowana — na odcinku między ulicami Klonową i Zagnańską dobudowana została nitka północna. Obecnie stanowi ważny element ruchu w północnej części miasta. Planowane jest przystosowanie tej ulicy do drogi klasy S, jako fragment planowanej drogi ekspresowej S74.

## Przebieg
Ulica Jesionowa zaczyna się na skrzyżowaniu z ulicami Warszawską i Świętokrzyską. Później krzyżuje się z ulicami Marszałkowską, Klonową i Topolową, by skończyć się na skrzyżowaniu z ulicami Łódzką i Zagnańską.

## Przebudowy
W latach 2004–2005 na odcinku między ulicami Klonową i Zagnańską była dobudowywana północna nitka oraz przebudowywana południowa ulicy Jesionowej.
W 2017 roku został zakończony przetarg na remont skrzyżowania ulic Jesionowej, Warszawskiej i Świętokrzyskiej. Rozpoczął się on w lipcu 2019 roku. Koszt inwestycji wyniósł 1,5 mln zł.
3 marca ogłoszono przetarg na przebudowę kieleckiego fragmentu drogi krajowej nr 74 (w tym ulicy Łódzkiej) do parametrów drogi ekspresowej (S74). Brane pod uwagę były 3 warianty: "mur", "tunel" i "2 tunele", w których (w zależności od wariantu) przewidziane były 2 lub 1 węzeł. Jeden z nich ma się znajdować w miejscu obecnego skrzyżowania ulic Łódzkiej i Hubalczyków. Drugi (tylko w wariancie "mur" oraz "2 tunele") w miejscu obecnego skrzyżowania ulic Łódzkiej, Zagnańskiej i Jesionowej. Ostatecznie wybrano wariant "2 tunele". Ogłoszenie przetargu planowane było przed końcem 2021 roku, jednak ostatecznie ogłoszony został dopiero w 2022 roku. Skrzyżowanie ulic Zagnańskiej, Łódzkiej i Jesionowej będzie tym samym jednym z trzech (obok węzła Kielce-Bocianek i planowanego węzła Kielce-Hubalczyków) możliwych wjazdów na drogę ekspresową, która ma planowo przebiegać przez Kielce. Umowa na realizację tego odcinka o długości 5,5 km została podpisana 24 stycznia 2023 roku. Zwycięzcą okazało się Przedsiębiorstwo Usług Technicznych „INTERCOR" Sp. z o.o. Koszt inwestycji to 713,4 mln zł.

## Ważniejsze obiekty
- Zalew Kielecki (budowę rozpoczęto w 1948 roku; wiele razy ją przerywano, gdyż w dużej części prace związane z budową zalewu były prowadzone w ramach czynów społecznych; pierwsze spiętrzenie wody nastąpiło w 1954 roku)[12]
- Plaza Park (centrum handlowe; w 2013 roku zbieg ulic Jesionowej i Zagnańskiej otrzymał plan zagospodarowania przestrzennego[13]; w latach 2018–2019 był budowany obiekt handlowo-usługowy; powierzchnia użytkowa obiektu wynosi 7000 m2)[14]

## Komunikacja miejska
Na ulicy Jesionowej znajdują się 4 przystanki obsługiwane przez 11 linii (4, 5, 7, 12, 34, 36, 50, 51, 112, 114, N2).